# اودت میرتیل
اودت میرتیل (انگلیسی: Odette Myrtil؛ ۲۸ ژوئن ۱۸۹۸ – ۱۸ نوامبر ۱۹۷۸) یک هنرپیشه اهل فرانسه - ایالات متحده آمریکا بود.
از فیلم‌ها یا برنامه‌های تلویزیونی که وی در آن نقش داشته است می‌توان به دادزوورث، راپسودی در بلو، بیگانگان در ترن، زن دو چهره، احمق آمریکایی خوش‌تیپ، کیتی فویل، سوئز، نی‌نواز هاملین اشاره کرد.